# Ölpreiskrise
Als Ölpreiskrise (auch „Ölpreisschock“, etwas missverständlich auch oft Ölkrise) bezeichnet man eine Phase starken Ölpreisanstiegs, die gravierende gesamtwirtschaftliche Auswirkungen hat. Im engeren Sinne werden nur die Erhöhungen der Rohölpreise 1973 und 1979/1980 als Ölkrisen bezeichnet, da beide in den Industrieländern schwere Rezessionen auslösten. Bereits die (realen) Preissteigerungen und Nachfragesprünge zu Anfang der modernen Ölförderung bis 1900 waren mit den neueren Ölkrisen vergleichbar. Anfang der 1950er Jahre führten Krisen wie der Putsch im Iran und die Suezkrise in Europa nicht zu einem Ölpreisschock, aber beispielsweise zu einer intensiven Erdölprospektion in der DDR; Westdeutschland deckte damals noch 35 % seines Ölbedarfs aus heimischen Quellen.
Es wird die Möglichkeit einer globalen Ölkrise diskutiert, die durch die steigende Nachfrage nach Öl und ein absolut und nicht abzuwendend sinkendes Angebot aufgrund eines möglicherweise bevorstehenden globalen Ölfördermaximums verursacht werden könnte. Die historischen Ölkrisen der 1970er Jahre entstanden jedoch nicht, weil die globalen Ölreserven erschöpft gewesen wären, sondern hatten politische oder ökonomische Hintergründe.

Ölpreis in den USA, nominal und inflationsbereinigt von 1861 bis 2013

## Erste Ölpreiskrise 1973

### Amerikanischer Produktionsrückgang
Erdöl war seit Beginn des 20. Jahrhunderts ein elementarer Bestandteil der US-amerikanischen Wirtschaft.  Beispielsweise wurden während der Goldenen Zwanziger rund 20 % des amerikanischen Energieverbrauchs mit Erdöl gedeckt. Während des Zweiten Weltkriegs stieg dieser Anteil auf bis zu 33 % an. In der Rüstungsproduktion wurde klar: Kohle wird in Zukunft durch Erdöl als fossile Energie ersetzt. Gefördert wurde das Öl damals im eigenen Land. So stellten die USA in der ersten Hälfte des 20. Jahrhunderts über zwei Drittel der weltweiten Erdölproduktion. Gegen Ende der 1950er Jahre importierten die USA zum ersten Mal größere Mengen an Öl aus dem Ausland. 350 Millionen Barrel (52,5 Milliarden Liter) pro Jahr kamen aus Kanada und Venezuela.  Die USA verzeichneten bis zur Ölpreiskrise von 1973 einen prozentualen Rückgang der Produktionen von 16,5 %.
Besonders der Nahe Osten mit sehr großen Erdölvorkommen und im internationalen Vergleich sehr niedrigen Förderkosten war für US-Ölkonzerne sehr interessant. Trotz Zollkosten und Royaltys machten die Unternehmen Gewinne mit den Importen, zum Leidwesen einheimischer Unternehmen beispielsweise im ölreichen Bundesstaat Texas. Die bekanntesten Unternehmen, die im Nahen Osten große Gewinne machten, waren Getty, Standard Oil, Continental Oil und Atlantic Richfield. Auf die zunehmenden Beschwerden von inländischen Mineralölunternehmen sagte der damalige Präsident, Dwight D. Eisenhower:
„Solange das Öl aus dem Nahen Osten so billig ist, wie es ist, können wir wahrscheinlich wenig tun, um die Abhängigkeit Westeuropas vom Nahen Osten zu verringern.“
So verhängte die US-Regierung, um amerikanisches Öl wieder wettbewerbsfähig zu machen, extra Preise auf ausländisches Öl, trotzdem führte das günstige arabische Öl dazu, dass die eigene Öl-Produktion  mit der Zeit zurückging, die inländische Nachfrage konnte nicht mehr befriedigt werden.

### OPEC
Am 14. September 1960 gründeten fünf Staaten (Iran, Irak, Kuwait, Saudi-Arabien und Venezuela) in Bagdad die Organisation erdölexportierender Länder (OPEC). Die Gründung der Organisation galt als Antwort auf das zunehmende Interesse an den Erdölvorkommen des Nahen Ostens aus dem Ausland. In den arabischen Staaten wollte man durch gegenseitige Kooperation aktiv im Weltgeschehen agieren und sich in bessere Verhandlungspositionen begeben. Insbesondere als Reaktion auf die Weigerung Venezuelas, sich im Rahmen des Sechstagekriegs an politisch motivierten Fördereinschränkungen zu beteiligen, wurde im Jahr 1968 die OAPEC, Organisation der arabischen erdölexportierenden Länder, gegründet.
In den Folgejahren traten weitere erdölreiche Staaten wie Libyen, Indonesien und Katar der OPEC bei. Trotz der ursprünglichen Idee, sich von ausländischen Konzernen unabhängig zu machen, wurde die OPEC politisch als auch wirtschaftlich als bedeutungslos betrachtet. Im politischen Spannungsfeld zwischen Kapitalisten und Kommunisten konnten sich die arabischen Staaten nicht als eigenständige Partei durchsetzen. Einflussgewinn geschah durch die kollektive Annäherung an die Sowjetunion (Ausnahme Saudi-Arabien). Auseinandersetzungen mit NATO-Staaten führten ebenfalls zur Gewinnung von politischer Einflussnahme. Wirtschaftlich gesehen war es ebenfalls schwierig zu Beginn für die OPEC. Insgesamt 86 % des Erdöls der OPEC-Staaten war zu Beginn der 1960er im Besitz der Seven Sisters, einem Zusammenschluss amerikanischer Großkonzerne. Im Laufe der 1960er Jahre kam es jedoch in immer mehr OPEC-Staaten zu Verstaatlichungen der eigenen Erdölvorkommen. 1970 betrug der Anteil, welcher im Besitz der Seven Sisters stand, nur noch 77 %. Im selben Jahr kam es zur Aufnahme einflussreicher und geostrategisch wichtiger Staaten wie Algerien und Nigeria. Insgesamt waren nun 81 Staaten Mitglieder der Organisation.
1970 und 1971 trafen sich die Staaten der OPEC in drei verschiedenen Kongressen und beschlossen während dieser Ölpreiskonferenzen, wie sie dem internationalen Wertverlust des Öls entgegensteuern und die zukünftige Entwicklung aktiver selbst gestalten können. Die erste Konferenz fand vom 9. bis zum 12. Dezember in der Hauptstadt Venezuelas, Caracas statt. Die OPEC erließ im Zuge ihres zehnten Geburtstages mehrere Beschlüsse, den wichtigsten Einwand auf dieser Konferenz stellte Libyen, mit der Erhöhung der Mindeststeuer auf 55 %. Im Rahmen des Teheraner Preisabkommens am 14. Februar 1971 beschlossen die Staaten am Persischen Golf eine Erhöhung des Preises. Ziel war es durch die Erhöhung des Preises für Öl, den US-Dollar mit dem Goldwert auszugleichen und somit der damaligen Inflation entgegenzusteuern. Am 2. April 1971 wurde im Abkommen von Tripolis Algerien und Libyen eine Preiserhöhung zugesprochen.

Im September 1973, einige Tage vor dem Jom-Kippur-Krieg, drohte der amerikanische Präsident Richard Nixon dem Iran in einer öffentlichen Erklärung mit den Worten:
„Öl ohne Markt, wie Herr Mossadegh vor vielen, vielen Jahren erfahren hat, tut einem Land nicht viel Gutes.“
In Anlehnung an die Verstaatlichung der iranischen Erdölreserven.
Die erste und folgenreichste Ölpreiskrise wurde im Herbst 1973 anlässlich des Jom-Kippur-Krieges (6. bis 26. Oktober 1973) ausgelöst. Die Organisation der arabischen Erdöl exportierenden Staaten (OAPEC) drosselte bewusst die Fördermengen um etwa 5 %, um die westlichen Länder bezüglich ihrer Unterstützung Israels unter Druck zu setzen, gegen welches die Arabische Liga seit 1948 mit wenig Erfolg einen umfassenden Wirtschaftsboykott erklärt hatte. Am 17. Oktober 1973 stieg der Ölpreis von rund 3 US-Dollar/Barrel auf über 5 US-Dollar. Dies entspricht einem Anstieg um etwa 70 %. Im Verlauf des nächsten Jahres stieg der Ölpreis weltweit auf über 12 US-Dollar/Barrel.
Diese Entwicklung ging auch unter dem Namen „Ölembargo“ in die Geschichte ein. Die Drosselung der Fördermengen war Kalkül und politisches Druckmittel der OPEC-Staaten, die mit der Politik einiger erdölimportierender Staaten betreffend den Jom-Kippur-Krieg nicht einverstanden waren. Am Embargo nahmen Algerien, Irak, Katar, Kuwait, Libyen, Saudi-Arabien und die Vereinigten Arabischen Emirate teil.
In der Rückschau stellt sich das Embargo überwiegend als marktbeeinflussendes Scheinmanöver der ölfördernden Länder heraus: Denn Statistiken über Tankerabfertigungen im Persischen Golf widersprachen den Boykott-Meldungen über stark gekürzte Fördermengen in den arabischen Ölländern. Ausweislich der Schifffahrts-Berichte der Agenten von Londons Versicherungsbörse Lloyds in den Ölhäfen am Golf lagen die Verschiffungen an arabischen Kopfstationen Ende November / Anfang Dezember 1973 um rund 40 Prozent über dem Vorjahresniveau. So legten in den ersten vier Dezembertagen vom größten arabischen Ölterminal Ras el-Tanura in Saudi-Arabien Tanker mit 39 Prozent mehr Tonnage ab als im Jahr zuvor. Im kuweitischen Ölhafen Mina el-Ahmadi wurden vom 27. November bis 9. Dezember ebenfalls 39 Prozent mehr Tanker-Tonnage abgefertigt als im gleichen Vorjahreszeitraum (vor der Krise).

### Auswirkungen in westlichen Ländern

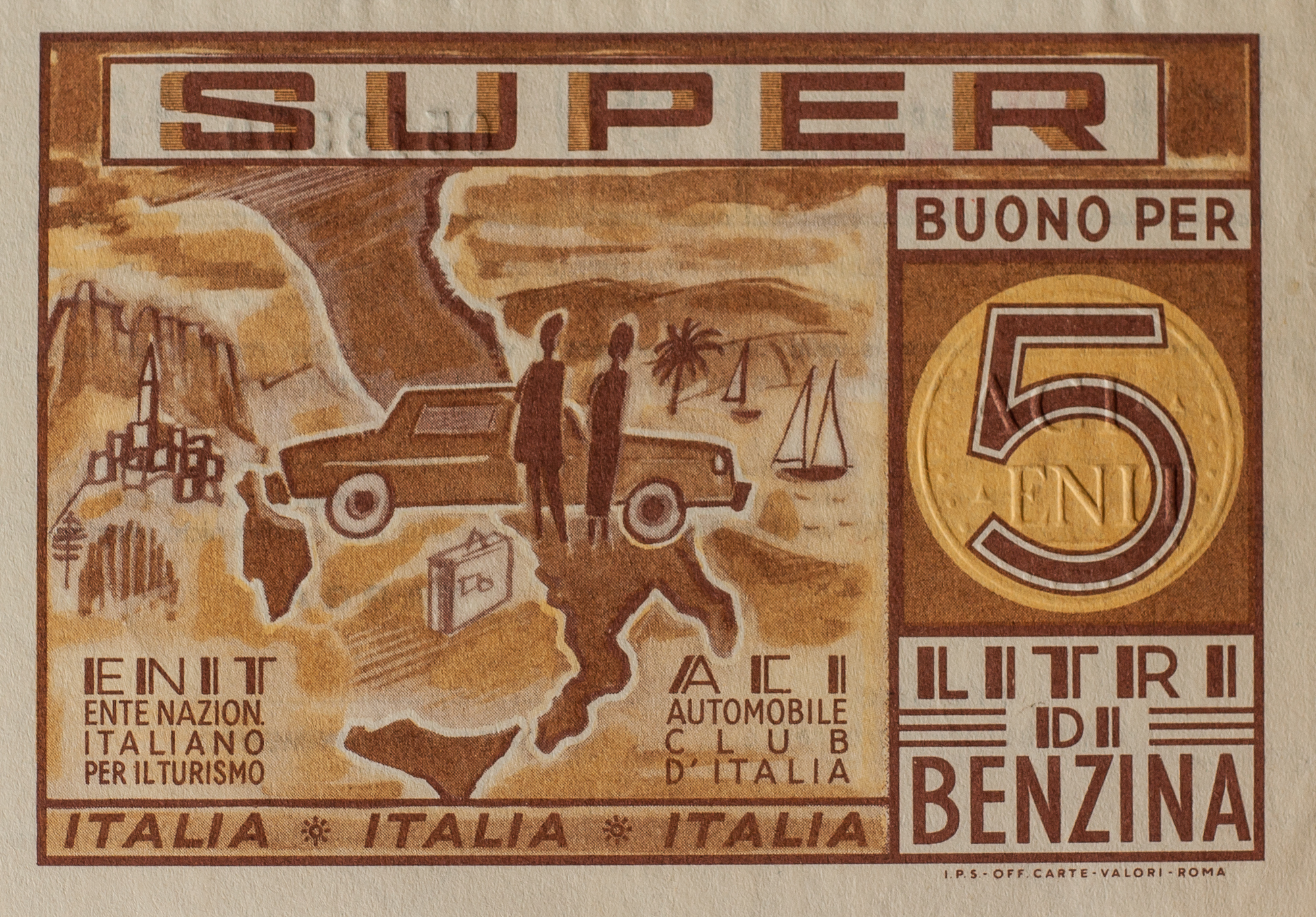
Benzingutschein für Italienurlauber

Die Ölpreiskrise von 1973 demonstrierte die Abhängigkeit der Industriestaaten von fossiler Energie, insbesondere von fossilen Treibstoffen.
In der Bundesrepublik Deutschland wurde als direkte Reaktion auf die Krise ein Energiesicherungsgesetz erlassen, auf dessen Grundlage an vier autofreien Sonntagen, beginnend mit dem 25. November 1973, ein allgemeines Fahrverbot verhängt sowie für sechs Monate generelle Geschwindigkeitsbegrenzungen (100 km/h auf Autobahnen, ansonsten 80 km/h) eingeführt wurden. Diese Maßnahmen hatten nicht nur das Einsparen von Öl zum Ziel, sondern auch, der Bevölkerung den Ernst der Situation nahezubringen. Der Spareffekt der autofreien Sonntage war tatsächlich nur gering. 1974 musste die Bundesrepublik für ihre Ölimporte rund 17 Milliarden DM mehr bezahlen als im Jahr zuvor. Dies verstärkte die Wirtschaftskrise und führte zu einem deutlichen Anstieg von Kurzarbeit, Arbeitslosigkeit, Sozialausgaben und Insolvenzen von Unternehmen. Keynesianische Konjunktursteuermaßnahmen und geldpolitische Maßnahmen hatten Stagflation zur Folge. Das Bundeswirtschaftsministerium betrieb jahrelang Kampagnen mit dem Titel Energiesparen – unsere beste Energiequelle und Ich bin Energiesparer.
In der Schweiz gab es ab dem 25. November 1973 für drei aufeinanderfolgende Sonntage ein allgemeines Fahrverbot sowie für rund vier Monate eine Geschwindigkeitsbeschränkung auf Autobahnen von 100 km/h. Die Geschwindigkeitsbeschränkung wurde anschließend vorerst auf 130 km/h angehoben, später auf 120 km/h gesenkt.
Das österreichische Kleinwalsertal, mit dem Auto ohnehin nur von Deutschland aus erreichbar, schloss sich den vier autofreien Sonntagen der Bundesrepublik an. Sonst wurde auf Asphaltstraßen in Österreich ab 24. oder 25. November 1973 („Wochenende“) ein unbefristetes Tempolimit von 100 km/h eingeführt, mit dem man erhoffte, den Kraftstoffverbrauch um 10 % zu senken. Der Ministerrat beschloss auch, dass in allen Amtsräumen die Temperatur auf 20 °C gedrosselt werden solle. Zum Jahreswechsel kamen die ersten Meldungen über mögliche Einschränkungen beim Autoverkehr auf, dann kündigte Handelsminister Josef Staribacher („Pickerl-Peppi“) einen autofreien Tag pro Woche an, der ab dem 14. Januar 1974 in Kraft trat und etwa fünf Wochen galt. Dazu wurden die Fahrzeuge mit einem Aufkleber für den jeweils gewünschten Wochentag auf der Windschutzscheibe gekennzeichnet. Zusätzlich musste der Tag am Rand des Zulassungsscheins eingetragen werden. Bei Nichtbefolgung gab es einen Strafrahmen zwischen 500 und 30.000 Schilling (36–2.180 Euro), bei Notfällen wurde Kulanz angekündigt. Bei berücksichtigungswürdigen Umständen konnte ein Wechsel des betroffenen Wochentags bei der Bezirkshauptmannschaft beantragt werden. Es gab auch zusätzliche „S-Plaketten“, Sondergenehmigungen, mit denen nur der Zulassungsbesitzer für eine gewisse Zeitspanne und eine bestimmte Wegstrecke (etwa von und zur Arbeitsstätte) auch am autofreien Tag fahren durfte. Die Pickerl-Pflicht blieb über längere Zeit erhalten, um im Falle einer neuerlichen Krisensituation schnell handeln zu können. In den Schulen wurde zum Halbjahr im Februar eine Woche Sonderferien eingeführt, um Heizöl zu sparen, die im Anschluss als Semesterferien weitergeführt wurden. Den umgangssprachlichen Namen Energieferien führen sie bei älteren Mitmenschen heute noch.
Als Spätfolge der Ölpreiskrise wird die Einführung der Sommerzeit gesehen.

### Auswirkungen in Ostblock-Ländern

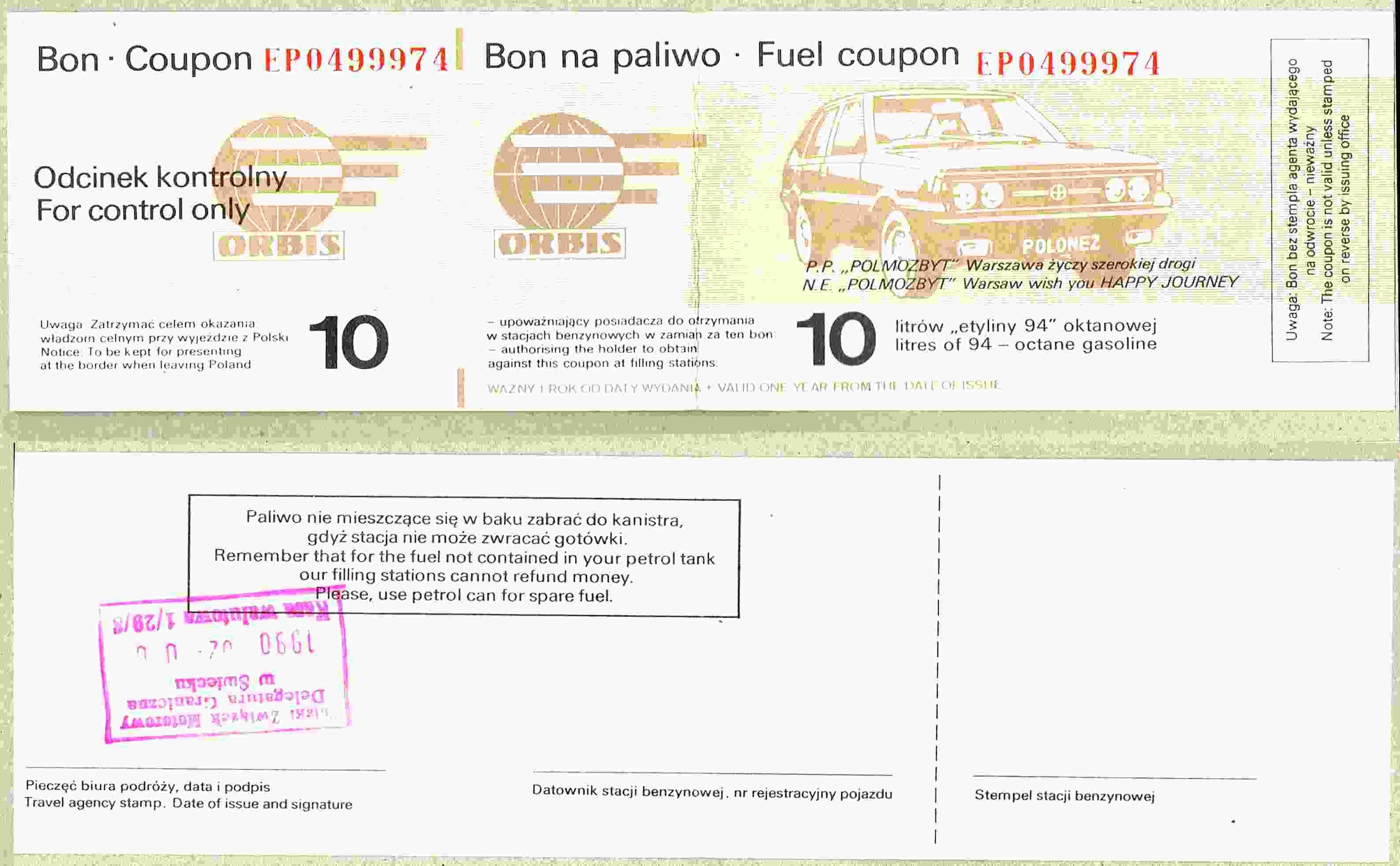
Benzingutschein Polen 1990 EP0499974

Wegen der unterschiedlichen Verrechnungspreise (im fünfjährigen Mittel des Weltmarktpreises) im RGW (Ostblockländer) kam die Ölpreiskrise in der DDR deutlich später (Anfang der 1980er Jahre) an als in der Bundesrepublik. Insbesondere die Chemieindustrie der DDR profitierte in den 1970er Jahren vom Zwischenhandel mit Erdöl, Kraftstoffen und petrochemischen Produkten. Anfang der 1980er Jahre lagen die Ölpreise im RGW aber eher höher als auf dem Weltmarkt und die DDR erhielt nicht mehr die benötigten Mengen. Mangels Devisen, neuer Technologien und eigener Ölvorkommen war sie deshalb gezwungen, vermehrt auf die heimische Braunkohle bzw. auf Kohleverflüssigungsanlagen zu setzen, einen Milliardenkredit in Westdeutschland aufzunehmen und zunehmend „unkonventionelle“ Devisenbeschaffungsmaßnahmen anzuwenden. Die Deutsche Reichsbahn reaktivierte viele Dampflokomotiven und baute diese von Öl- auf Kohlefeuerung zurück. Zudem trieb die Deutsche Reichsbahn die Elektrifizierung von Bahnstrecken voran. Im PCK Schwedt bauten japanische Unternehmen eine FCC-Spaltanlage, um Erdölrückstände zu veredeln. In den Buna-Werken erfolgte der Ausbau der Karbidproduktion und in den Leunawerken die Hydrierung von Erdölrückständen. Im Gaskombinat Schwarze Pumpe wurde die Druckvergasung von Braunkohlenbriketts und Kohlenstaub weiterentwickelt.
Bei der Interflug erwog man die Einstellung einiger Fluglinien, die Anschaffung neuer, sparsamer Flugzeuge und evtl. den Austausch der Triebwerke bei vorhandenen Flugzeugen, was aber an den damit verbundenen hohen Kosten und dem Devisenmangel der DDR scheiterte.
Auch der Bau moderner, sparsamer Motoren für LKW und PKW scheiterte.
Linienbusse, LKW und Taxen wurden zum Teil mit dem in den Raffinerien bei der Erdölverarbeitung als Nebenprodukt anfallenden Propan/Butan betrieben; Holzgas konnte sich nicht mehr durchsetzen.
In der Volksrepublik Rumänien wurde Benzin an Ausländer nur noch gegen konvertierbare Währung verkauft. Das stellte Bulgarienurlauber aus dem Ostblock vor Probleme. Bürger aus der Tschechoslowakei  und aus Polen durften über Jugoslawien nach Bulgarien reisen. DDR-Bürgern blieb zunächst nur die Möglichkeit, den Urlaub in Ungarn zu verbringen, ehe für DDR-Bürger Benzin aus der DDR in Eisenbahnkesselwagen nach Rumänien geliefert wurde.

### Technologische Veränderungen

Anzahl aktiver Ölbohrungen seit 1975

Die Offshore-Ölförderung und die nachträgliche große Ausbeutung älterer Vorkommen wurde wegen der gestiegenen Preise wieder profitabel. Technologien zur Offshore-Förderung von Erdöl entwickelten sich rasant; vom Bau von Bohrinseln bis zur Ölpipelineverlegung und dem Einsatz von Tauchrobotern für Prospektierung, Anlagenbau und Wartung in größeren Wassertiefen.
In Folge der Ölkrise entstanden auch Initiativen, die die Abhängigkeit vom Öl reduzieren sollten. So rückten alternative Energien wie Pflanzenöl, Biodiesel und Müllverbrennung in das öffentliche Interesse. Es wurde vermehrt in Kernenergie, Erneuerbare Energien, die Wärmedämmung von Gebäuden und in die Effizienzsteigerung von Motoren und Heizungen investiert. Nach dem Abklingen der Ölkrise verringerte sich das Bewusstsein für energiesparendes Verhalten in der Bevölkerung nach und nach, da die Ölpreise wieder stark rückläufig waren. Allerdings stieg die Mineralölsteuer in den folgenden Jahren sehr stark an. Dem entgegen wurde der Anteil des aus OPEC-Staaten bezogenen Öls durch Erschließung unterseeischer Ölfelder in der Nordsee sowie eine Diversifikation der Handelspartner gesenkt. Diese Entwicklung ist inzwischen zugunsten der OPEC rückläufig, weil das Nordseeöl sein Ölfördermaximum hinter sich hat und die Fördermengen zu akzeptablen Preisen sehr stark abgenommen haben.
Die britische Regierung und die US-Regierung erwogen kurzzeitig eine Invasion in Saudi-Arabien und in Kuwait. Dies wurde dreißig Jahre später bekannt. It was thought that US airborne troops would seize the oil installations in Saudi Arabia and Kuwait and might even ask the British to do the same in Abu Dhabi.
Diese Erwägungen wurden (auch angesichts negativer Erfahrungen im Vietnamkrieg) bald aufgegeben.
Zur Reduzierung der politischen Erpressbarkeit wurden in vielen Staaten strategische Ölreserven angelegt oder massiv erhöht.

## Zweite Ölpreiskrise 1979
Nach einem Rückgang der Ölpreise stiegen während der zweiten Ölkrise 1979/1980 wieder kurzzeitig die Preise. Ausgelöst wurde dies im Wesentlichen durch Förderungsausfälle und Verunsicherung nach der Islamischen Revolution im Iran und dem folgenden Angriff des Iraks auf den Iran (Erster Golfkrieg). Der damalige Preisanstieg fand bei ca. 38 US-Dollar/Barrel ein schnelles Ende und fiel im Verlauf des Krieges wegen der Waffenkäufe kontinuierlich bis Ende der 1980er Jahre auf unter 20 US-Dollar/Barrel.

## Weitere kurzzeitige Preisanstiege

### Zweiter Golfkrieg 1990
Als irakische Truppen am 2. August 1990 Kuwait besetzten, wurde eine Ölpreiskrise befürchtet, denn beide Länder waren große Erdölproduzenten. Der Preis schnellte aber nur kurzzeitig in die Höhe. Anfang 1991 stellte eine internationale Koalition unter Führung der USA den Zustand vor dem Krieg wieder her, indem es den Irak militärisch besiegte (Zweiter Golfkrieg).

### Weltwirtschaftliche Erholung nach der Asienkrise 2000
Nach Überwindung der Asienkrise wuchs die Weltwirtschaft wieder und damit auch der Ölbedarf. Die Witterungsbedingungen im strengen Winter 2001/2002 führten ebenfalls zu einem erhöhten Ölbedarf. Die Auswirkungen waren weitaus geringer als in den 1970er Jahren. Aufstockungen der Erdölfördermenge verhinderten eine Ölpreiskrise, und logistische Probleme (etwa eine mangelnde Zahl von Öltankern) wogen schwerer als eine tatsächliche Knappheit der Ölmenge. Kaufkraftkorrigiert war der Ölpreis 1900 höher als der im Jahr 2000.

### Ölpreisspitzen seit 2004

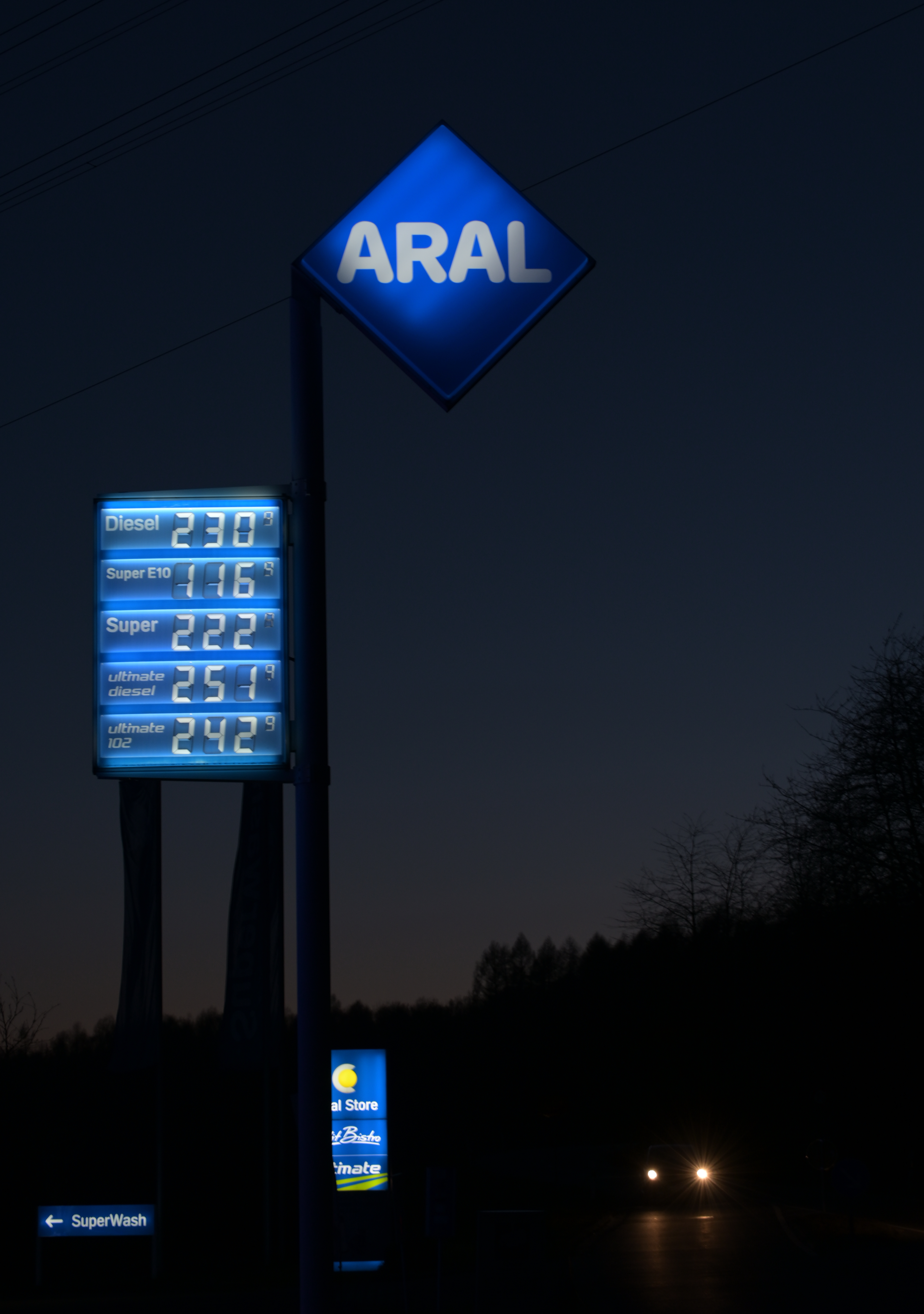
Preismast einer Aral-Tankstelle in Illingen am 9. März 2022. Superbenzin kostet € 2,22 pro Liter, Diesel € 2,309.

Nach einer längeren Phase niedrigerer Preise erreichte der Ölpreis im Laufe des Jahres 2004 zeitweilig einen Stand von 53 US-Dollar/Barrel in einem Umfeld politischer, wirtschaftlicher und spekulativer Belastungen. Nach dem verheerenden Hurrikan Katrina, der die Ölförderung im Golf von Mexiko und die Raffination in den USA beeinträchtigte, stieg der Rohölpreis auf 70 US-Dollar/Barrel. Eine neue Rekordmarke erreichte der Ölpreis für US-Leichtöl (WTI) an der NYMEX am 11. Juli 2008, als er auf 147,27 US-Dollar/Barrel anstieg; Brent wurde mit der Höchstmarke von 147,50 US-Dollar gehandelt. Zu Beginn des Jahres 2009 befanden sich die Ölpreise jedoch, aufgrund einer Wirtschaftskrise ab 2007, wieder bei einem Niveau von 30 bis 40 US-Dollar/Barrel.
Am 31. Januar 2011 stieg der Ölpreis für die Nordseesorte Brent erstmals seit dem 1. Oktober 2008 im Handelsverlauf über die 100 US-Dollar-Marke und am 1. März 2011 überwand auch der Preis für die US-Sorte WTI zum ersten Mal seit dem 1. Oktober 2008 die Marke von 100 US-Dollar.
Am 4. April 2011 stieg der Preis für das Nordseeöl Brent erstmals seit August 2008 auf über 120 US-Dollar. Ein Faktor für den Anstieg waren die Proteste in der arabischen Welt von 2010 bis 2011. Investoren fürchteten wegen des Bürgerkriegs in Libyen 2011 einen langfristigen Ausfall der Ölproduktion des Landes und ein Übergreifen der Unruhen auf Saudi-Arabien, einen der weltgrößten Ölexporteure.
Auffällig ist der meist große Abstand des Brent zu anderen Ölsorten: Für ein Barrel der US-Referenzsorte WTI musste z. B. am oben genannten Tag (4. April 2011) rund 108 US-Dollar gezahlt werden.
Der Russische Überfall auf die Ukraine 2022 ließ die Preise wieder auf Rekordhöhen steigen. Infolge nahm auch der Tanktourismus, etwa von der Schweiz nach Österreich, wieder zu.

## Auswirkungen und Wahrscheinlichkeit einer finalen Ölpreiskrise
Die Ölpreiskrisen des 20. Jahrhunderts waren überwiegend durch politische und wirtschaftliche Ereignisse bedingt und vorübergehend. Trotzdem machten sie die Abhängigkeit der westlichen Industrieländer von der Ressource Öl schmerzhaft sichtbar, führten zu anhaltenden politischen Diskussionen und teilweise zu dauerhaften Veränderungen.
Die Ölkrise war der Auslöser für die sehr erfolgreiche dänische Wärmewende, die die Ölabhängigkeit der Wirtschaft des kleinen Landes dauerhaft reduzierte. In Deutschland löste sie den Bau der Kernkraftwerke aus und erhöhte dauerhaft den Status des Fahrrads als Alltagstransportmittel (siehe auch Verkehrswende).
Von Anhängern der These vom globalen Ölfördermaximum (ASPO, etwa Wolfgang Blendinger, Colin Campbell und Kenneth Deffeyes) wird eine Ölkrise befürchtet, die nicht allein politisch bedingt und nicht vorübergehend ist.
Auch die Internationale Energieagentur und ihr Chefökonom Fatih Birol warnten vor einem Einbruch der Weltölförderung und einer Preiseskalation. Ende Februar 2009 warnte die IEA vor einer erneuten Öl- und damit Wirtschaftskrise bis 2013 und Ölpreisen von bis zu 200 US-Dollar aufgrund von Ölmangel bei wieder anziehender Nachfrage. Bereits jetzt würden laut IEA die weltweiten Ölförderkapazitäten (bei 580 der 800 größten Ölfelder der Welt) sinken und die Ölreserven würden sich bis 2013 voraussichtlich stark reduzieren. Das Problem bei einem Ölpreis von 40 US-Dollar/Barrel sei, dass die Ölkonzerne ihre Investitionen zurückhalten, da sie sich nicht lohnen.
Andere bestreiten dagegen die Relevanz der ursprünglich von Marion King Hubbert entwickelten Prognosemethode, die Anwendbarkeit solcher Prognosen auf die globale Ölförderung oder gar die prinzipielle Endlichkeit der Erdölreserven.
Als größere Herausforderung sehen sie den Investitionsstau, den es aufgrund des Zusammenbruchs der Preise in den 1990er Jahren und Umbrüchen in der globalen Ölindustrie gegeben habe. Private westliche Ölkonzerne mit hohem technischen Know-how kontrollierten um 1970 noch knapp 50 %, 2008 nur noch 15 % der weltweiten Ölproduktion. Aufgrund mangelnder Investitionssicherheit resultiere ein Konflikt zwischen Zugang zu Lagerstätten, beziehungsweise Technologie. Sie verweisen auch auf die großen Vorkommen nichtkonventionellen Öls, wie etwa Ölsand, die die Ölförderung über viele Jahrzehnte sicherten und auch heute noch sichern, aber nur sehr aufwendig hergestellt werden können.

## Dokumentarfilme
- ARD History: Die Ölkrise – Als dem Westen der Sprit ausging (2023, 43 Minuten)
- zdf.de: Ölkrise 1973 (2024, 44 min)